# Consell General del Gers

Logo del Consell General

El Consell General del Gers és l'assemblea deliberant executiva del departament francès del Gers, a la regió d'Occitània.
La seu es troba a Auch i des de 1998 el president és Philippe Martin (PS).

## Antics presidents
- Paul-Émile Descomps (1945-1951)
- Louis Leygue (1951-1967)
- Alexandre Baurens (1967-1970)
- Jean Dauzère (1970-1976)
- Jean Laborde (1976-1982)
- Jean-Pierre Joseph (1982-1992)
- Yves Rispat (1992-1998)
- Philippe Martin (1998 -)

## Composició
El març de 2008 el Consell General del Gers era constituït per 31 elegits pels 31 cantons del Gers.
| Parti                         | Sigle | Elus |
| ----------------------------- | ----- | ---- |
| Majoria                       |       |      |
| Partit Comunista Francès      | PCF   | 2    |
| Partit Socialista             | PS    | 18   |
| Divers Gauche                 | DVG   | 1    |
| Oposició                      |       |      |
| Divers Droite                 | DVD   | 1    |
| Unió pel Moviment Popular     | UMP   | 9    |
| President del Consell General |       |      |
| Philippe Martin (PS)          |       |      |